# .pn
.pn es el dominio de nivel superior geográfico (ccTLD) para las Islas Pitcairn.

Bandera de las Islas Pitcairn.